# Одиночество в Сети
«Одино́чество в Сети́» (пол. «S@motność w Sieci») — первый роман популярного польского писателя Януша Леона Вишневского, написанный в 2001 году. Книга состоит из 11 неименованных глав, обозначаемых специальным символом «@», и эпилога.

## История написания романа
Написание романа совпало с «депрессией после успеха» — был развод с супругой во время получения Янушем Вишневским докторской по химии. Из уст самого же автора: «Мне просто было грустно… Я решил, что написать такую историю обойдется дешевле, чем обращаться к психотерапевту».

## Сюжет
Действие романа происходит в 1996—1997 гг. Главные герои знакомятся в глобальной сети Интернет благодаря электронной почте и ICQ. Они общаются, влюбляются, переживают. Автор также описывает жизнь каждого из них «вне сети» — друзей, семью, работу, предпочтения в музыке. После длительного виртуального общения герои встречаются в Париже, а вскоре после этого сталкиваются с испытаниями, которые и сыграют главную роль в их отношениях и жизни каждого из них.
Основную часть романа занимает виртуальная переписка главных героев в сети Интернет (автор дал имя только главному герою — Якуб, главная героиня же осталась безымянной).
«Из всего, что вечно, самый краткий срок у любви» — именно так чаще всего аннотируют это произведение, стараясь максимально точно передать его содержание.
Роман получил неоднозначные отзывы со стороны читателей и до сих пор является активно обсуждаемым на различных форумах.

## Расширенная версия романа
«Одиночество в Сети. Триптих» — так называется расширенная версия романа, которую Вишневский написал после успеха «Одиночества в Сети». Опираясь на письма читателей, он выпускает «Одиночество в Сети. Триптих», куда помимо писем и оригинала вошла ещё и третья часть — «Постэпилог», второй эпилог, который по-новому трактует концовку романа.

## Дополнительные факты
- В романе описываются различные научные факты, например, похищение головного мозга Альберта Эйнштейна.
- В девятой главе книги (@9) упоминается катастрофа самолета Boeing 747, которая действительно произошла 17 июля 1996 года (как и указано в книге).
- По словам автора Януша Вишневского, идея романа появилась у него ещё весной 1987 года.

## Экранизация романа
Осенью 2006 года Витольдом Адамеком по роману снят фильм, главные роли в котором исполнили Магдалена Целецка и Анджей Хыра. В отличие от книги, в фильме у главной героини есть имя — Эва.